# Future Attack Reconnaissance Aircraft

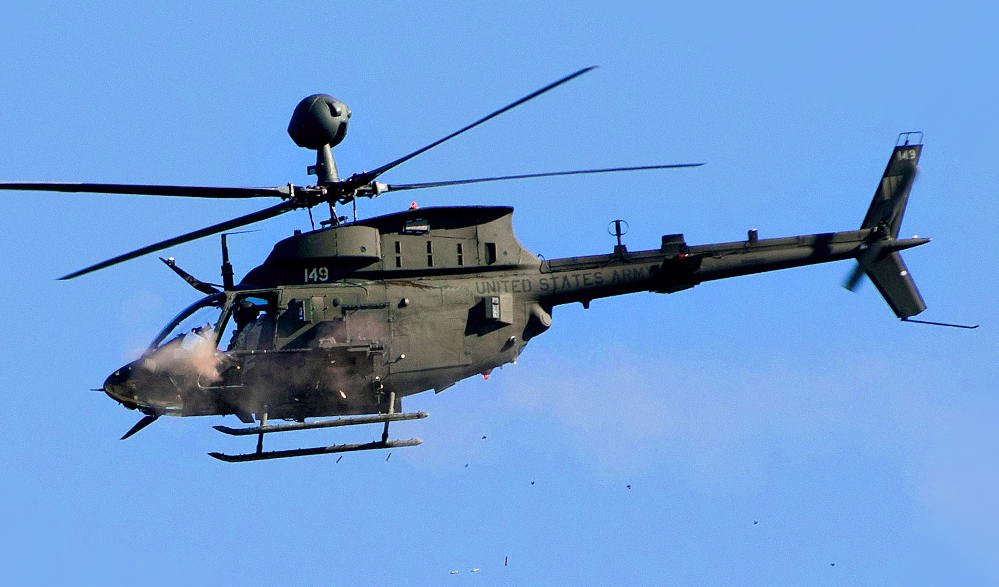
Photo d'un OH-58D devant être remplacé par un modèle de ce programme

Le programme Future Attack Reconnaissance Aircraft (FARA) est un programme aéronautique américain pour la création d'un futur hélicoptère d'attaque et de reconnaissance de l'US Army. Ce programme fait partie de l'initiative FVL ("Future Vertical Lift") de l'US Army. Annoncé en 2018, il est abandonné en février 2024.

## Contexte
Lancé en 2018 par l'US Army, le programme FARA vise à remplacer les OH-58D Kiowa warrior (retirés du service en 2014) et les AH-64 Apache. Il fait suite à 3 autres projets abandonnés: en 2004, le programme LHE ("Light Helicopter Experimental") mené par Boeing et Sikorsky; en 2006, le programme ARH ("Armed Reconnaissance Helicopter") mené par Bell, et enfin, en 2013, le programme AAS ("Armed Aerial Scout").
Pour ce nouveau programme, plusieurs concurrents industriels se sont proposés, dont Airbus Helicopter. Finalement, cinq concurrents industriels ont été retenus et ont proposé un démonstrateur:
- Bell Textron proposant le 360 Invictus
- Sikorsky proposant le Raider X
- Karem aircraft en partenariat avec Northrop Grumman et Raytheon proposant l'AR40
- Boeing
- AVX Aircraft en partenariat avec L3 Technologies

L'US Army a sélectionné deux de ces industriels au printemps 2020,  Bell Textron et  Sikorsky. Un budget de 735 millions de dollars leur sera alors attribué entre 2020 et 2023 pour le développement des démonstrateurs qui devraient être disponibles en 2024.
Le modèle final aurait été sélectionné en 2028 par l'US Army.
La mise en service opérationnel était prévue pour 2030 avec un prix unitaire fixé à 30 millions de dollars.

## Abandon du programme
En février 2024, alors que les deux prototypes sélectionnés devaient effectués leurs premiers vols dans l’année, le programme est abandonné devant les retours d'expérience de l'invasion de l'Ukraine par la Russie. Les moyens de reconnaissance par drone et autres capteurs sont considérés comme plus économiques, et la vulnérabilité des engins pilotés face à une défense anti-aérienne, sont des raisons de l’arrêt du programme FARA

## Démonstrateurs

### 360 Invictus
Proposé le 3 octobre 2019 par Bell Textron , le 360 Invictus, aura un rayon d'action de 250 km (135 nautiques) et aura une charge utile de 635 Kg (1400 lbs). Doté du turbomoteur GE T901, l'appareil pourra atteindre des vitesses supérieures à 342 km/h (185 nœuds). Il est l'un des deux sélectionnés.

### Raider X
Le Raider X, dévoilé par Sikorsky au cours du mois d'octobre 2019, présentera des performances proches de son prédécesseur, le S-97. Il est le deuxième sélectionné.

### AR40
l'AR40, également dévoilé en octobre 2019 par Karem Aircraft, devait utiliser la technologie "Optimum speed Rotor" développée par la même entreprise. L'hélicoptère aurait dû être doté d'une large voilure.

### CCH
Le CCH ("Compound Coaxial Helicopter"), dévoilé en avril 2019 par AVX Aircraft et L3 Technologies.